# Marie-Rose Michaud-Lapeyre
Marie-Rose Michaud-Lapeyre, née le 25 juillet 1873 à Aurillac et morte le 18 mai 1960 à Chambéry, est une poétesse lamartinienne française du XXe siècle.

## Biographie
Hippolyte Rose Marie Lapeyre, née le 25 juillet 1873 à Aurillac, est la fille de Pierre Antoine Henri Lapeyre (née vers 1828) vérificateur de l'enregistrement à Aurillac et de Marie Antoinette Valentine Milhau (née vers 1849).
Elle épouse Georges Henri Noël Michaud (né en 1865 à Montmélian), médecin aide-major au 4e régiment de dragons, le 16 février 1892 à Chambéry. De leur union nait un fils, Paul, à Clermont-Ferrand en 1899. En 1906, ils habitent Billom où son mari exerce comme médecin militaire à l'Ecole militaire préparatoire de Billom.
De retour à Chambéry, elle est infirmière bénévole à l’hôpital militaire 103 pendant la durée de la Première Guerre mondiale. Elle fonde des œuvres de bienfaisance pour les blessés : L’Œuvre du secours aux mutilés et tuberculeux de la guerre et la Société philanthropique d’impressions pour aveugles, et elle préside l’atelier Braille de Chambéry pour les aveugles de guerre. Son ouvrage de poésie paru, Les Sonnets de la guerre, est vendu au profit des mutilés.
En 1927, elle publie une étude, Lamartine à Tresserve, où elle démontre à l'appui de notes découvertes dans un manuscrit et d'un tableau de Lamartine qui appartient à la famille de son mari, que le lieu d'inspiration du célèbre poème, Le Lac, est la colline de Tresserve qui surplombe le lac du Bourget. En hommage au poète, elle y fait élever une stèle à Lamartine.
Elle devient membre de l'Académie de Mâcon en 1930 et reçoit, la même année, le prix de poésie de cette académie et le prix Artigue de l'Académie française pour Les Roses rouges.
Le célèbre critique de poésie André Fontainas commente dans le Mercure de France le recueil Conscience paru en 1934 : « Ce titre à un volume, Conscience, rassure. En était-il besoin pour que d'avance nous sachions les poèmes de Mme Marie-Rose Michaud-Lapeyre pénétrés de plus d'intellectualité que ceux de la plupart de ses sœurs par les lettres ? […] Le développement du vers est chez Mme Michaud-Lapeyre parfaitement simple, souvent dépouillé, mais toujours ferme et égal à son dessein. Le vers, sans être regorgeant, est plein de sa substance ».
Marie-Rose Michaud-Lapeyre meurt le 18 mai 1960 à Chambéry.

## Œuvres principales
- Les Sonnets de la guerre, poèmes, 1916
- Lamartine à Tresserve, 1927
- La Paix, poèmes, 1931[9]
- Conscience, 1934
- Itinéraire des sites lamartiniens de Savoie, 1937[10]

## Distinctions
- Chevalier de la Légion d'honneur, décret de janvier 1936[11]
- 1930 : Académie de Mâcon - Prix quinquennal de poésie[12]
- 1930 : Académie française - Prix Artigue pour Les Roses rouges
- 1934 : Académie française - Prix Caroline Jouffroy-Renault pour Conscience
- 1947 : Académie française - Prix Montyon pour Mlle de Saint-Amour[13]